# The Artful Escape
The Artful Escape (anteriormente conhecido como The Artful Escape of Francis Vendetti) é um jogo eletrônico de plataforma desenvolvido pela Beethoven & Dinosaur, e publicado pela Annapurna Interactive. Foi lançado em 9 de setembro de 2021 para Microsoft Windows, Xbox One e Xbox Series X/S, e em 25 de janeiro de 2022 para Nintendo Switch, PlayStation 4 e PlayStation 5.

## Jogabilidade
The Artful Escape é um jogo eletrônico de plataforma, onde o jogador controla Francis movendo-o por uma paisagem musical infundida. Além de correr e pular, Francis possui um violão que pode tocar para criar vários efeitos, como interagir com o cenário ou enfrentar chefes.

## Desenvolvimento
The Artful Escape foi idealizado por Johnny "Galvatron", um dos membros fundadores e guitarrista da banda The Galvatrons. Antes de formar a banda, Galvatron estudou cinema e animação por computador na faculdade em Melbourne, Austrália, mas depois formou o The Galvatrons e assinou um contrato com a gravadora Warner Bros. logo após a formatura. Durante os quase dez anos que passou com a banda, ele também continuou seu interesse por jogos eletrônicos, submeteu alguns artigos para várias publicações e criou pequenos jogos baseados na música da banda enquanto excursionavam pela Austrália e Reino Unido. Galvatron se cansou das longas turnês e foi atraído mais pelos objetivos artísticos. A banda eventualmente entrou em hiato, o que permitiu que Galvatron buscasse outros esforços criativos, incluindo escrever um livro, criar um curta-metragem e, eventualmente, desenvolver um jogo.
The Artful Escape, como descrito por Galvatron, é uma história no estilo de "David Bowie viajando de Londres em uma viagem interestelar para criar Ziggy Stardust". Além de Bowie, Galvatron citou obras de Stanley Kubrick, Wes Anderson e Steven Spielberg para ajudar a estabelecer o estilo de arte que ele usou para o jogo, bem como usar suas próprias experiências das turnês musicais e da indústria da música. Alguns dos desenhos dos personagens e cenários são baseados em rabiscos que Galvatron fez em seus livros escolares quando era mais jovem. Johnson Vendetti é baseado no músico Bob Dylan, de acordo com Galvatron.
Galvatron formou a Beethoven & Dinosaur, um estúdio australiano, para trabalhar no jogo. O estúdio inclui o compositor Josh Abrahams, o guitarrista Eden Altman e os programadores Justin Blackwell e Sean Slevin. O estúdio recebeu cerca de 17 mil dólares através da Unreal Dev Grant da Epic Games para The Artful Escape of Francis Vendetti em junho de 2015 para ajudá-los a desenvolver o título na Unreal Engine 4. O estúdio então obteve aprovação através do programa Steam Greenlight para publicação na plataforma Steam no mês seguinte. O estúdio lançou uma campanha no Kickstarter em março de 2016 para garantir cerca de 35 mil dólares em fundos adicionais para completar a versão do jogo para Microsoft Windows e OS X. No entanto, o Kickstarter não conseguiu arrecadar fundos suficientes, mas o estúdio conseguiu um acordo de publicação com a Annapurna Interactive para continuar o desenvolvimento do jogo e permitir a produção de versões para os consoles PlayStation 4 e Xbox One. A Beethoven & Dinosaur foi a destinatária de uma doação para pequenas empresas da cidade de Melbourne em 2017.
O jogo, ainda sob o nome The Artful Escape of Francis Vendetti, foi exibido pela primeira vez de forma jogável na PAX East em março de 2017. O jogo teve uma revelação maior durante a E3 2017 em junho como um título de destaque na conferência de imprensa da Microsoft, onde foi revelado que o jogo teria um lançamento exclusivo para o console Xbox One e para Windows. No evento Xbox London da Microsoft em novembro de 2019, o jogo foi confirmado para uma data de lançamento em 2020 para Xbox One, Microsoft Windows e para dispositivos iOS via Apple Arcade. Em novembro de 2020, a Annapurna Interactive confirmou que o jogo seria adiado para 2021.
O jogo foi apresentado durante a vitrine de julho de 2021 da Annapurna Interactive. Além do lançamento planejado para 9 de setembro de 2021, foi mostrado que o jogo incluiria o trabalho de voz de Michael Johnston como Francis, Caroline Kinley como Violetta, juntamente com o trabalho de voz de apoio de Lena Headey (Tastemaker), Jason Schwartzman (Zomm), Mark Strong (Stargordon) e Carl Weathers (Lightman).

## Recepção
The Artful Escape recebeu avaliações "geralmente favoráveis", de acordo com o agregador de resenhas Metacritic.
A GamesRadar+ elogiou o elenco de voz, destacando as performances de Michael Johnston e Caroline Kinley, nas quais ajudaram a "fundar o mundo na emoção humana". A GameSpot gostou da arte e estética do jogo, mas criticou a escrita, dizendo que o elenco "fala em metáforas estranhas que visam astúcia, mas acabam sendo banais". A IGN apreciou as fases e o áudio de The Artful Escape, escrevendo que "as performances de seu elenco e a qualidade de sua trilha sonora são tão estelares quanto os reinos celestes arregalados pelos quais cruza".
Rachel Watts, da PC Gamer, sentiu que a jogabilidade de The Artful Escape não estava à altura do lado gráfico: "A mecânica de guitarra musical de The Artful Escape nunca atinge as alturas de seus visuais impressionantes". O The Guardian gostou da mensagem do jogo, descrevendo-o como "um conto tocante de como se libertar das expectativas criativas dos outros". A Kotaku não gostou da curta duração das sequências de quebra-cabeças musicais, escrevendo que "não são longas o suficiente para apreciar os procedimentos". Matthew Castle, da Rock Paper Shotgun, desejou que The Artful Escape tivesse mais rejogabilidade além do playthrough inicial, dizendo que o jogo é "um passeio incrível, mas significa que você ouviu tudo o que ele tem a oferecer em algumas horas". A Polygon classificou-o como o 44.º melhor jogo de 2021, dizendo que ele ofereceu "os momentos mais extravagantes, luxuosos, autoindulgentes e divertidos de qualquer jogo deste ano". A Push Square deu ao jogo sete estrelas de dez, elogiando suas batalhas de guitarra, direção de arte, trilha sonora, escrita e voz, enquanto criticava a falta de jogabilidade substancial, quedas de quadros e, ocasionalmente, plataformas desajeitadas. A Nintendo Life revisou o porte do jogo para Nintendo Switch, dando-lhe oito estrelas, elogiando seus visuais, som e ideias imaginativas, enquanto questionava os sacrifícios feitos para portar o jogo para o Switch.

### Prêmios e indicações
The Artful Escape foi indicado ao Golden Joystick Awards 2021 nas categorias "Melhor Design Visual", "Melhor Áudio" e "Jogo de Xbox do Ano". O jogo recebeu três indicações no The Game Awards 2021 para "Melhor Direção de Arte", "Melhor Trilha Sonora" e "Melhor Estreia Independente".